# Galič
Galič (rusky Галич) je město v Kostromské oblasti v Ruské federaci. Při sčítání lidu v roce 2010 mělo přes sedmnáct tisíc obyvatel.

## Poloha
Galič leží na jižním břehu Galičského jezera ve vzdálenosti přibližně 120 kilometrů na severovýchod od Kostromy, správního střediska celé oblasti. Nejbližší města jsou Čuchloma 45 kilometrů na severovýchod od Galiče a Buj 48 kilometrů západně od Galiče.

### Doprava
Přes Galič vede Transsibiřská magistrála; leží na 500. kilometru od Moskvy.

## Dějiny
Galič se jmenuje podle města Halyč na Ukrajině.
Za rok založení se považuje 1158 nebo 1159 a za zakladatele Jurij Dolgorukij, který založil rovněž Moskvu.
V roce 1246 se Galič stal hlavním městem vlastního knížectví, ale v roce 1363 bylo toto knížectví začleněno do Moskevského velkoknížectví.
V roce 1609 v období Smuty vyplenila Galič vojska Polsko-litevské unie.

### Rodáci
- Abrahám Rostovský (?–1073), archimandrita
- Feodosij Nikolajevič Krasovskij (1878–1948), geodet